# René Horn
René Horn (* 31. Oktober 1985 in Frankfurt (Oder)) ist ein ehemaliger deutscher Gewichtheber und heutiger Coach. Er war aktiv in der Klasse bis 105 kg.

## Leben
René Horn wuchs auf in Frankfurt (Oder). Im Alter von acht Jahren fing er mit dem Gewichtheben an und wechselte mit 12 Jahren auf die Eliteschule des Sports. Mit 16 Jahren kam er in die (Jugend-)Nationalmannschaft, im Alter von 20 in die Nationalmannschaft der Männer.
Horn startete in der Gewichtheber-Bundesliga für den SV Germania Obrigheim und im Einzel für den Athletik-Sport-Klub Frankfurt (Oder) e.V. Er trat bei vielen Welt- u. Europameisterschaften an sowie bei internationalen Vergleichswettkämpfen.
2013 absolvierte er seinen letzten internationalen Wettkampf bei der Weltmeisterschaft in Russland.
Nach seiner aktiven Karriere begann Horn, sein Wissen in Gewichtheberseminaren und Einzelcoachings weiterzugeben.
Seit 2013 befasst er sich auch mit dem Thema Kampfsport. Dazu gehören Kickboxen, LutaLivre und Brazilian Jiu-Jitsu.

## Bestleistungen
- Reißen: 162 kg bei der Deutschen Meisterschaft in Ladenburg 2009
- Stoßen: 210 kg bei der Europameisterschaft in Kasan (Russland) 2011
- Zweikampf: 370 bei der Deutschen Meisterschaft in Ladenburg 2009

## Erfolge (Auswahl)
- Jugendeuropameisterschaft 2001 (8. Platz Reißen – 5. Platz Stoßen – 6. Platz Zweikampf)
- Junioreneuropameisterschaft 2003 (12. Platz Reißen – 7. Platz Stoßen – 11. Platz Zweikampf)
- Junioreneuropameisterschaft 2004 (7. Platz Reißen – 5. Platz Stoßen – 6. Platz Zweikampf)
- Juniorenweltmeisterschaft 2004 (15. Platz Reißen – 9. Platz Stoßen – 12. Platz Zweikampf)
- Weltmeisterschaft 2006 (30. Platz Reißen – 16. Platz Stoßen – 21. Platz Zweikampf)
- Weltmeisterschaft 2010 (28. Platz Reißen – 17. Platz Stoßen – 23. Platz Zweikampf)
- Europameisterschaft 2011 (15. Platz Reißen – 9. Platz Stoßen – 13. Platz Zweikampf)
- Deutschen Rekordhalter im Stoßen mit 183 kg ( -85 kg KG - 18 Jahre - 2003 )